# ×Bolboschoenoplectus mariqueter
Bolboschoenoplectus mariqueter là một loài thực vật có hoa trong họ Cói. Loài này được (Tang & F.T.Wang) Tatanov mô tả khoa học đầu tiên năm 2007.